# DNA结合位点
DNA结合位点（英語：DNA binding sites）是存在于DNA上的与其它分子相绑定的各类结合位点。
DNA结合位点与其它结合位点的区别在于：
- 它们是DNA序列（如一个基因组）中的一部分；
- 它们被DNA结合蛋白所绑定。

DNA结合位点常常与一类被称为转录因子的特殊蛋白相联系起来，并因此联系到转录调控。针对特定的一个转录因子的DNA结合位点总和常被命名为该转录因子的顺反组。DNA结合位点也包括了其它蛋白的靶点，如限制性核酸内切酶、位点特异性重组酶（见位点专一重组）及甲基转移酶类。
因此，DNA结合位点可被定义为：特异性地被一种或多种DNA结合蛋白或蛋白复合物所结合的一段短DNA序列（典型的是4～30个碱基长，对重组位点来说则长达200bp）。

## 深入阅读
- Teif VB, Rippe K. . Briefings in Bioinformatics. 2012, 13 (2): 187–201. PMID 21737419. doi:10.1093/bib/bbr037.
- Moss T.  2. Humana Press. 2001. ISBN 978-0-89603-671-0.
- ENCODE threads Explorer（页面存档备份，存于） Transcription factor motifs at the Nature (journal)